# Давид IV Строитель
Дави́д IV Строи́тель (также Давид Возобнови́тель или Давид Великий; груз. დავით IV აღმაშენებელი; 1073 — 24 января 1125) — царь Грузии в 1089—1125 годах из династии Багратионов.
Широко известный как величайший и самый успешный грузинский правитель в истории и архитектор Золотого века Грузии, он сумел изгнать турок-сельджуков из страны, выиграв битву при Дидгори в 1121 году. Его реформы армии и управления позволили воссоединить страну и взять под контроль Грузии большую часть Кавказа. Будучи другом церкви и распространителем христианской культуры, он был канонизирован Грузинской православной церковью.

## Биография

### Обретение власти
Дворцовые придворные, бывшие противниками азнаурской знати, осуществили политический переворот. Царь Георгий II, будучи ещё нестарым человеком, вынужден был возвести на престол своего шестнадцатилетнего сына Давида, а сам отстранился от государственных дел (1089).
Доподлинно неизвестно, как принц Давид пришёл к власти. Известный грузинский историк Нодар Асатиани событие 1089 г. называет «дворцовым переворотом» с участием нескольких высокопоставленных лиц. Другие историки говорят лишь о давлении на грузинского царя с целью его отречения от престола в пользу молодого принца. Летописец Давида IV ограничивается упоминанием о смене власти как коронация молодого принца его отцом, а американский специалист по истории Закавказья Кирилл Туманов выдвинул версию о совместном правлении Георгия II и Давида IV, по крайней мере до 1112 года, в то время как на фресках, найденных в Атенском Сионе, царь облачен в одежду монаха, что означает, что отречение Георгия II было вынужденным. Французский востоковед Марий Броссе предположил, что Георгий II умер вскоре после отречения.
Как явствуют исторические данные, приход к власти Давида IV был с энтузиазмом воспринят несколькими фракциями страны как признак скорого освобождения Грузии, к тому времени находившейся в глубоком кризисе — политическом, экономическом, культурном и даже религиозном.
Став монархом в возрасте 16 лет, молодому Давиду IV пришлось принять царство, которое потеряло большую часть своей первоначальной территории. Грузинское царство, границы которого в начале XI в. простирались от Ширвана до восточного побережья Чёрного моря, к концу XI в. ограничивалось лишь пределами Абхазии и Картли. Большие разрушения, вызванные набегами турок-сельджуков с 1080-х годов, ослабили военно-политическую и экономическую мощь Грузии и превратили её в вассала сельджуков.
В задачи Давида IV входило — восстановление сильной центральной власти и объединение царства. Поэтому Давид IV должен был использовать международную ситуацию и военную силу, чтобы добиться успеха в восстановлении границ царства периода Баграта III. Таким образом, период правления Давида IV можно разделить на три этапа: внутренние реформы (1089—1103 гг.), возвращение потерянных территорий (1107—1118 гг.) и обеспечение внешней безопасности (1120—1125 гг.).

#### Внешняя политика
Первым шагом, предпринятым Давидом IV для восстановления экономики страны, являлось принятие мер для прекращения набегов турок-сельджуков.
Тем не менее, несмотря на эти меры, опустошительные набеги турок-сельджуков не прекращались, а несколько турецких кочевых племен поселились в Грузии, вытеснив грузинское население.
В современной историографии говорится, что при вступлении на престол принца Давида практически не было сельского населения, так как все жители укрывались в горах.
В 1099 году царь прекратил платить дань сельджукскому султану, и тем самым дал повод к началу военных действий. Давид IV начал создавать новую армию, состоявшую из поселян-воинов и выслужившихся азнауров, которые на время военной службы получали от царя земельные участки.
В 1092 году умер конийский султан Мелик-шах I. После этого началась междоусобная война, разгоревшаяся между братьями и сыновьями покойного. В этой борьбе активное участие принимали правители провинций — эмиры и атабеки.
В XI веке начинается эпоха крестовых походов. В 1097 году крестоносцы успешно потеснили турок-сельджуков в Малой Азии и в Сирии, а в 1099 году заняли Палестину и Иерусалим. Ободренная успехами крестоносцев, Византия также предпринимает эффективные меры против сельджуков. Таким образом, внешнеполитические события складываются в пользу Грузии, теперь она уже не была одинока в своей борьбе с мусульманами.

#### Присоединение Кахети-Эрети
Грузинская провинция Кахети-Эрети, пользуясь политической обособленностью, не подчинялась грузинским царям ещё с периода Георгия I-го, тем самым лишив Грузию значительной части её территорий. Давид IV решает завершить национальное объединение государства (воссоединение Западной Грузии с остальной частью страны) и пришёл к выводу, что настало время покончить с феодальной анархией, и нашёл сторонников у местных властителей. 
Царь отнял у Квирике IV крепость Зедазени. Его сын (по другим источникам — племянник), последний царь Кахети-Эрети Агсартан II (1102—1105 гг.), пытался оказать сопротивление Давиду IV, но тщетно.
В 1104 г. представитель высшей администрации — азнаур Кавтар с помощью своих племянников Аришиана и Барама схватил и доставил к царю правителя Эрети-Кахети — Агсартана II-го. Царь Давид IV занял Эрети-Кахети.
Сельджукский атабек области Гандза спешно выступил в поход, намереваясь изгнать царя из пределов Эрети-Кахети. В 1104 году произошла битва при Эрцухи, закончившаяся победой грузин.

#### Война с сельджуками
В 1110 г. грузинские войска заняли город и крепость Самшвилде. После этого сельджуки без особого сопротивления оставили большую часть Нижней Картли. В 1115 году мусульмане были выбиты из Рустави, а Тбилиси был в окружении грузинских крепостей.
В 1117 году царь Давид IV овладел пограничным городом Гиши, расположенным в Эрети. В Южной Грузии сельджуки также неоднократно терпели поражения в битвах с царскими отрядами. В 1118 г. грузины отбили у врага армянскую крепость Лори.

### Борьба с феодалами
Ведя активную внешнюю региональную политику, царь Давид IV в то же время решительно боролся против своеволия крупных азнауров. По данным армянского историка и церковного деятеля XII века Самуеля Анеци, в 1093 году Липарит V Багваши (по некоторым источникам его сын Иоанн), один из самых могущественных феодалов, клдекарский эристав обратился в ислам, и организовал заговор против царя Давида IV. В том же году, по велению царя Липарит V был взят под стражу и заключен в тюрьму. Два года спустя, после принесения присяги верности царю Липарит V был освобожден. Однако, Липарит не отказался от своих планов восстания против своего сюзерена и начинает готовить новый заговор против царя. Узнав в очередной раз о его замыслах, Давид IV решил действовать более решительно: сперва посадил его в тюрьму до 1098 года, а после изгнал его в Константинополь. Имущество и владения Липарита царь объявил своей собственностью.
Сын Липарита, Рати III, продолжил путь своего отца — неподчинение царю и организация заговоров. В исторических хрониках его описывают как «нелояльный человек и истинный сын гадюки». Рати III умер в 1102 году, тем самым прекратив род дома Багваши. Царь упразднил клдекарское эриставство и присоединил к своим владениям (замок Клдекари и провинцию Триалети).
Но Липарит не был единственным феодалом, который находился во враждебных отношениях с царем. В 1103 году царь смог захватить Кахетию и вернул под свои контроль пограничный замок Зедазени, который мятежный феодал Дзаган Абулетисдзе отдал кахетинцам. Давид IV лишил Дзагана его владений (он уже наказал брата Дзагана, архиерея Модиста, противостоявшего церковным реформам). Дзаган попросил убежища в монастыре Шиомгвиме, но игумен его передал в руки царя, за что монастырь получил фонды на постройку новой церкви. Падение крупных феодалов Абулетисдзе и Багвашей надолго обуздало честолюбивые замыслы феодалов.

### Дидгорская битва 1121 года
Царь Давид IV Строитель в борьбе против тюрков-огузов Сельджукидской империи пригласил и поселил в Борчалы и прилегающих областях кыпчакскую орду численностью 40 тыс. воинов, то есть, по подсчетам специалистов-медиевистов, вместе с членами их семей всего около 200 тысяч. Одновременно царь Давид IV породнился с кипчаками, взяв в жёны дочь хана.
Историк царя Давида пишет, что «привел великое множество, и тесть с братьями жены не напрасно трудились, и не зря кипчаков переселил, ибо их руками уничтожил он силы всей Персии и навел страх на всех царей…»
Для Грузии в ту эпоху главная угроза исходила от принявших ислам огузов, которые не ограничивались получением дани и периодическими нападениями на страну: как пишет древнегрузинский летописец царя Давида IV, «каждую осень прибывали тюрки через Сомхити со всеми кочевьями своими, а затем оседали» здесь, а также «вдоль побережья Куры, от Тбилиси до самой Барды». И «столь велики были силы их и число, что даже говорили: „Все тюрки со всех сторон там собрались“. Никто не волен был запретить им селиться, где вздумается, и даже сам султан». А у грузинского царя не хватало войска не только «для охраны городов и крепостей, но даже для собственной дружины». И «так как не было другого выхода», то, по словам летописца, в 1118 г. царь Давид IV «решил призвать кипчаков».
В 1120 году начался поход на оставшиеся владения сельджуков в Закавказье. Коренное население Ширвана, будучи враждебно к захватчикам, активно помогало грузинам. Давид IV взял город Кабала. Ширванский владетель стал вассалом грузинского царя, а разгромленные сельджуки обратились за помощью в Иран.
Дидгорская битва произошла в августе 1121 года. В нем грузинские войска разбили многочисленное войско коалиции мусульманских правителей под предводительством Нур-ад-дина Ильгази, атабека Мосула и Алеппо.Давид выступил навстречу врагу и вынудил его вступить в битву там, где силы противника не могли полностью развернуться. Сражение происходило на путях, ведущих во внутреннюю Картли, главным образом в окрестностях Дидгори. Здесь, в теснинах, враг не сумел использовать своё численное превосходство и потерпел жестокое поражение. Лишь незначительная часть огромного вражеского войска избегла истребления.

### Дальнейшие походы
В 1122 году Давид IV освободил Тбилиси и перенёс туда столицу из Кутаиси, сделав его своим стольным городом. Грузинская столица, четыреста лет находившаяся в руках чужеземцев, теперь вновь принадлежала Грузии.
Несмотря на тяжелое поражение, сельджуки не отказались от борьбы. Предприняв в 1123 году новый поход, султан вторгся в Ширван, занял город Шемаху, захватил ширванского владетеля и направил грузинскому царю письмо, полное угроз.
Вскоре в Ширване появилось грузинское войско, но султан уклонился от битвы и покинул страну. Царь Давид IV вначале восстановил в правах прежнего правителя, но уже в 1124 году счёл необходимым присоединить область к Грузии. В крепостях и городах Ширвана Давид IV поставил свои гарнизоны, состоявшие из эретцев и кахетинцев, а верховным правителем и «надзирателем» назначил своего представителя.
Армянский историк Вардан Аревелци обвинял сына и преемника Манучихра ибн Шавура I — Абу-л-Асвар Шавура II в преследовании христиан и попытке продать Ани эмиру Карса за 60 000 динаров. Его правлению настал конец, когда царь Давид IV во главе с 60-тысячным войском двинулся в направлении г. Ани, взяв его без боя в 1124 году. Абу-л-Асвар Шавур II закончил свои дни в плену у грузин, а управляющим городом Ани царь Давид IV назначил своего генерала Абулети и его сына Иванэ Орбели. Сын Абу-л-Асвар Шавура II — Фадл (Фазлун) IV ибн Шавур II смог возобновить правление Шаддадидов в Ани в 1125 году.

### Внутренняя политика
Царский двор в этот период защищал преимущественно интересы мелких служилых азнауров и горожан. В то же время Давид IV учитывал и мнение воинов.
В его правление значительно увеличился фонд государственных земель. Отбирая земли у своих противников — крупных азнауров, Давид превращал их в царские имения (сахасо). Владениями царя стали земли, принадлежавшие ранее царю Эрети-Кахети и тбилисскому эмиру, а также владения, очищенные от сельджуков в Картли и юго-западной Грузии. К царским вотчинам были присоединены также земли в Армении и Ширване. Таким образом, в распоряжении Давида IV оказался огромный земельный фонд, из которого он мог жаловать земли во временное пользование своим верным воинам и должностным лицам.

#### Государственный строй
Феодальная идеология того времени строго проводила идею о божественности и безграничности царской власти. Эта власть, как проповедовали её грузинские поборники, была дарована царю Богом, и монарх вершил на земле Божью волю. Поэтому всякий, кто осмелится выступить против царя, выступает против Бога.
Местное управление при царе Давиде осуществлялось эриставами, центральное — царским двором, который состоял из крупных должностных лиц, возглавлявших то или иное ведомство (военное, финансовое, охраны порядка). Должностные лица были советниками царя с обязанностью, но не правом, давать советы. Среди них особое положение занимал чкондидели-мцигнобартухуцеси — второе после царя лицо в государстве. Он назывался «отцом» царя, «везиром» и имел право высказывать своё мнение без соответствующего запроса со стороны царя. В управлении страной везде и всюду чувствовалась направляющая рука чкондидел-мцигнобартухуцеса.
Со времён Баграта III вторым после царя лицом в Грузии считался эристав Картли. Царь Давид IV урезал его права, и усилил роль мцигнобартухуцеса, которого поставил во главе высшего судебного учреждения — «сааджо кари».

#### Судебная реформа
По царской воле был создан просительный двор, призванный упорядочить феодальные отношения. Учреждение стояло на защите интересов новых собственников, служилых азнауров-мосакаргаве, пресекая насилия мтаваров и неповиновение мдабиуров. Просительный двор регулярно занимался разбором дел и находился под непосредственным надзором царя.

#### Экономическая политика
К XI веку произошла смена направлений и характера внешнеторговых связей. Главное значение для страны имела торговля с Востоком, так как в состав Грузинского царства вошли города Тбилиси, Рустави, Шемахы, Аниси.
Снабдив грузинскую монету арабской надписью, царь облегчил её хождение в мусульманских странах. Помимо этого, в стране происходило строительство и мощение дорог, постройка мостов, создание постоялых дворов и караван-сараев и т. д.

#### Культура
Рядом с Кутаиси была создана Гелатская Академия, куда набирались богословы, философы, переводчики и филологи. Особым покровительством Давида пользовался прибывший из Петрицонского монастыря философ — неоплатоник Иоанэ Петрици.

#### Религиозная политика

##### Руисско-Урбнийский собор (1103 года) и церковная политика царя Давида IV
Владея большими земельными угодьями, крепостными, а также другими богатствам грузинское духовенство оказывало огромное моральное влияние на все слои населения. Управление грузинской церковью сосредоточивалось в руках епископов — в большинстве своём представителей знатных феодальных фамилий, сопротивлявшихся мероприятиям Давида IV.
В церковных кругах относительно предполагаемой реформы существовали различные мнения. Церковники, выражавшие интересы мдабиуров-воинов и мелких азнауров, боролись против засилия реакционеров в церковном управлении, против практики передачи епископских кафедр по наследству.
Созванный Давидом IV в 1103 году Руисско-Урбнисский церковный собор (его заседания происходили в Картли) объявил об изгнании из церкви «не по достоинству возвысившихся» священнослужителей. Отныне их заменили «истинные пастыри». Тем самым Давид достиг своей цели — превратив церковь в оплот царской власти.

##### Учреждение должности чкондидели-мцигнобартухуцеси
При грузинском дворе издавна существовала должность мцигнобартухуцеса, ведавшего царской канцелярией. Её занимал учёный монах, обычно незнатного происхождения. Сведущий в делах управления, мцигнобартухуцес был ближайшим советником царя и пользовался большим влиянием при дворе.
Поскольку Давид IV не имел права непосредственно вмешиваться в дела церкви, он назначил преданного администратора-монаха, Георгия, архиепископом Чкондиди (ныне Мартвили) и ввел правило, по которому царский мцигнобартухуцес становился и епископом-чкондиделом. Таким образом возникла должность чкондидел-мцигнобартухуцеса. Занимавший её совмещал обязанности царского чиновника и церковного пастыря высшего ранга.

#### Военная реформа
Изгнание сельджуков из Грузии не приостанавливало угрозу нового вторжения, так как соседние страны Закавказья (Армения, Ширван, Рани) оставались в руках сельджуков.
Чтобы изгнать сельджуков, царь Давид IV начинает масштабную реорганизацию армии, чей моральный дух из-за многочисленных поражений был на низком уровне; затем он сформировал несколько небольших военных отрядов, состоящих из представителей дворянства и крестьян из царских владении.
Вскоре были созданы десятки таких отрядов и разработана новая военная стратегия, состоящая из неожиданных атак на поселения турок-сельджуков. Вскоре монарх сумел не только остановить вторжения сельджуков, но и напасть на военные поселения кочевников.
На какой-то период, между грузинами и сельджуками устанавливается перемирие. Согласно условиям договора, Давид IV обязуется выплатить дань, установленную в период правления своего отца, в обмен на полную остановку рейдов сельджуков. Конечно, этот договор полностью не остановило вторжения некоторых частей турок-сельджуков, чьи войска уничтожались грузинскими подразделениями, но их поселения, созданные в сельской местности, постепенно самоликвидировались (вследствие исхода из страны), что в свою очередь позволило грузинам вернуться в свои деревни. Постепенно условия социальной жизни местных жителей улучшились, начало оживляться народное хозяйство и увеличилось численность населения.
Давид IV решил поселить в своём царстве половцев, кочевавших по равнинам Северного Кавказа, Южной Руси. Грузины знали обычаи и образ жизни кипчаков, с которыми поддерживали добрососедские отношения. Вторая жена царя Давида IV была дочерью кипчакского вождя.
Князь Владимир Мономах изгнал из пределов Руси одно из кипчакских племен, обосновавшееся на Северном Кавказе. Царь Давид IV повел переговоры с вождями кипчаков и добился от них согласия переселиться в Грузию.
Давид IV выделил кочевникам земли, всячески поощряя их переходить к оседлой жизни. Будучи язычниками, они со временем приобщились к христианству, приспособились к укладу грузинской жизни и ассимилировались с местным населением. Из кипчакских воинов сформировали отряды, которые, пройдя соответствующее обучение, получили оружие из царских арсеналов и коней из царских табунов.
Таким образом, у царя Давида IV оказалось под рукой 40 000 кипчакских всадников. Кроме того, царь усилил отряд своих телохранителей, который теперь состоял уже из пяти тысяч воинов и назывался «монаспа».

### Смерть царя Давида IV

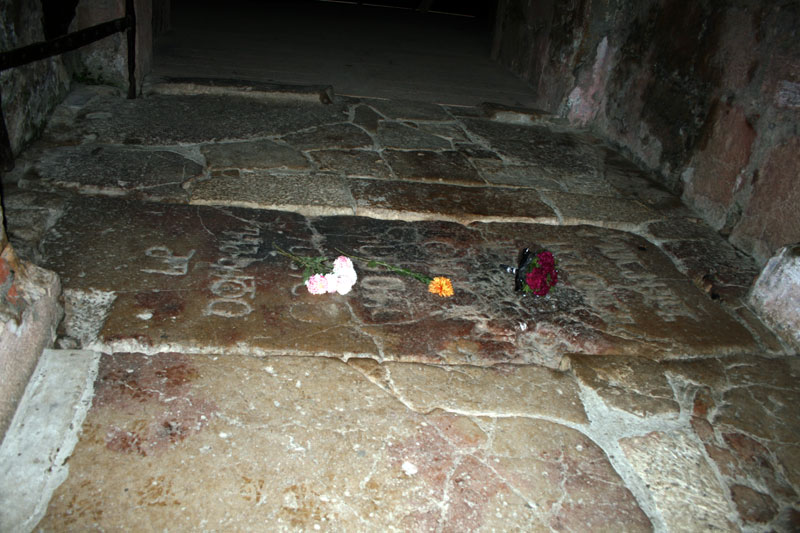
Могила Давида IV Строителя

Умер Давид IV Строитель 24 января 1125 года. Похоронен у входа в Гелатский монастырский комплекс. Православной церковью причислен к лику святых — день его памяти: 26 января (8 февраля).

### Семья
Писатель Константин Гамсахурдиа утверждал, что исторически не подтверждён факт женитьбы Давида на дочери половецкого предводителя Атрахи Шарагановича — Гурандухт, у него была жена Русудан, с которой он разошёлся, хотя Матфей Эдесский, хронист XII века, сообщает, что Давид имел законного сына по имени Деметрий, который был рождён от армянки.
Дети:
- Тамара (ум. 1155), царевна, замужем за ширваншахом Минучихром III (1120—1160);
- Деметре I (1093—1156), царь Грузии (1125—1156);
- Ката, царевна, замужем за царевичем Исааком Комнином, сыном императора Алексея I;
- Русудан, царевна, замужем за осетинским царем Давидом II;
- Георгий, царевич.
- Вахтанг, царевич (сын от Гурандухт, дочери правителя кипчаков Атрока сына Шаракана).

## Память
Эпитет Агмашенебели (груз.: აღმაშენებელი), который переводится как «Строитель», или «Восстановитель». Первое упоминание о данном эпитете царя Давида появляется в уставе, выпущенном в 1452 г. в работе «Царь царей Баграт» и прочно закрепилось за ним в работах историков XVII и XVIII веков, таких как Парсадан Горгиджанидзе, Бери Эгнаташвили и принц Вахушти Багратиони. Эпиграфические источники также свидетельствуют о раннем использовании другого эпитета царя Давида — «Великий» (груз.: დიდი, диди).
Именем царя Давида назван проспект в Тбилиси, улицы в Батуми и Рустави. Также именем царя Давида Строителя назван Международный аэропорт города Кутаиси.